# 歧亭镇
歧亭镇，是中华人民共和国湖北省黄冈市麻城市下辖的一个乡镇级行政单位。

## 行政区划
歧亭镇下辖以下地区：
歧亭社区、熊店村、薛窖山村、荣家洲村、张家洲村、新河坎村、罗家畈村、大胜山村、刘家庙村、姚李寨村、吴益山村、郭家大湾村、杏花村、五棵树村、叶家大湾村、香山村、王俸咀村、杨畈冲村、袁家湾村、马头山村、官塘村、戴家湾村、丫头山村、罗家立农科所社区和九螺山林场。

## 中国传统村落
2012年，丫头山村被评为首批“中国传统村落”。